# Troon

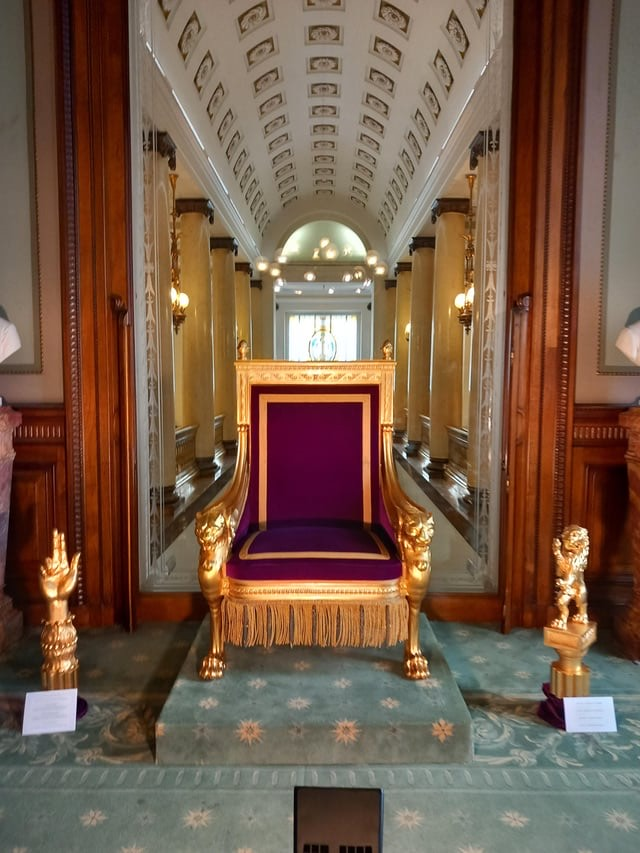
Troon der Belgen (Latijns : Thronus Belgarum, anno 2023.

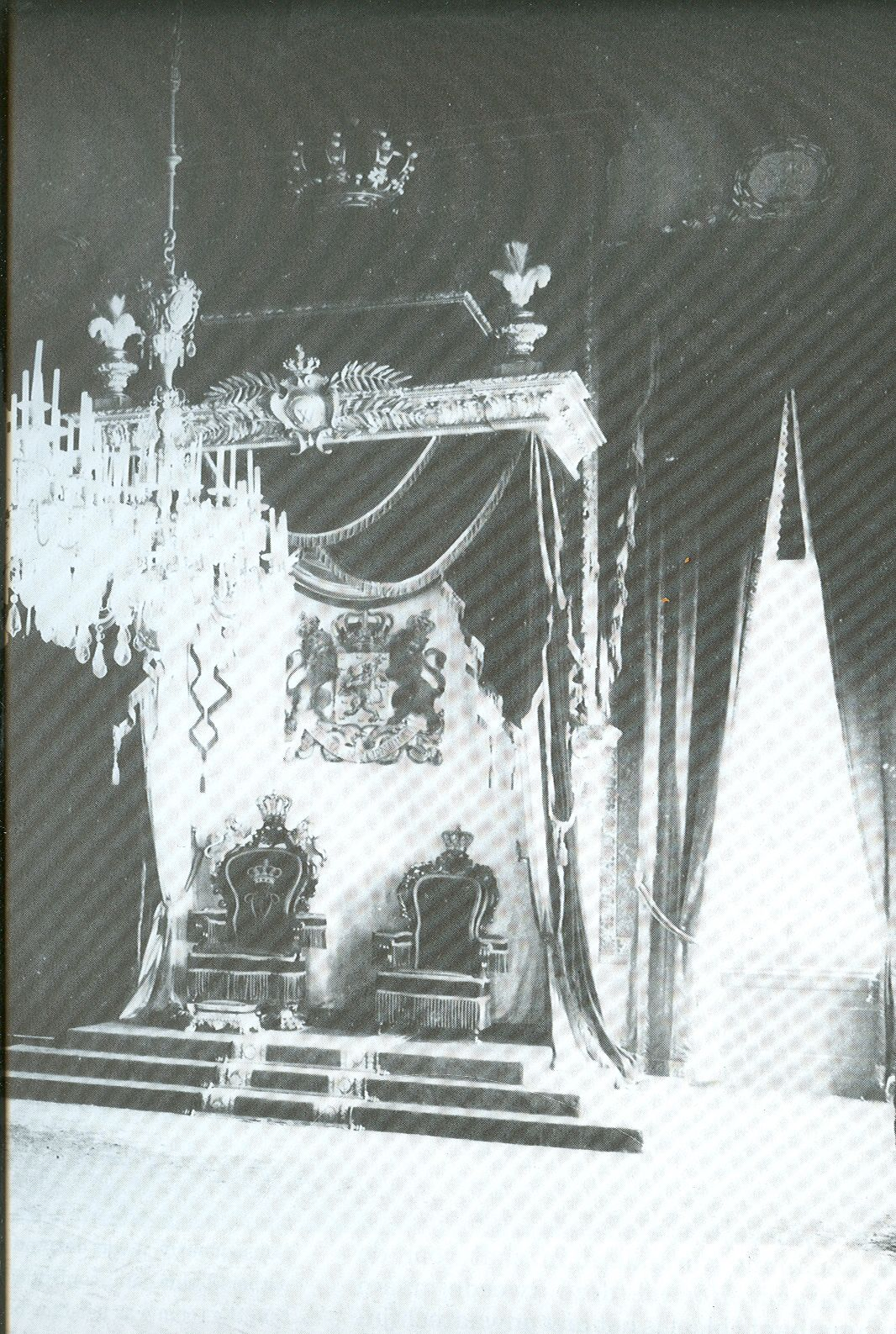
De verdwenen troonzaal in Amsterdam

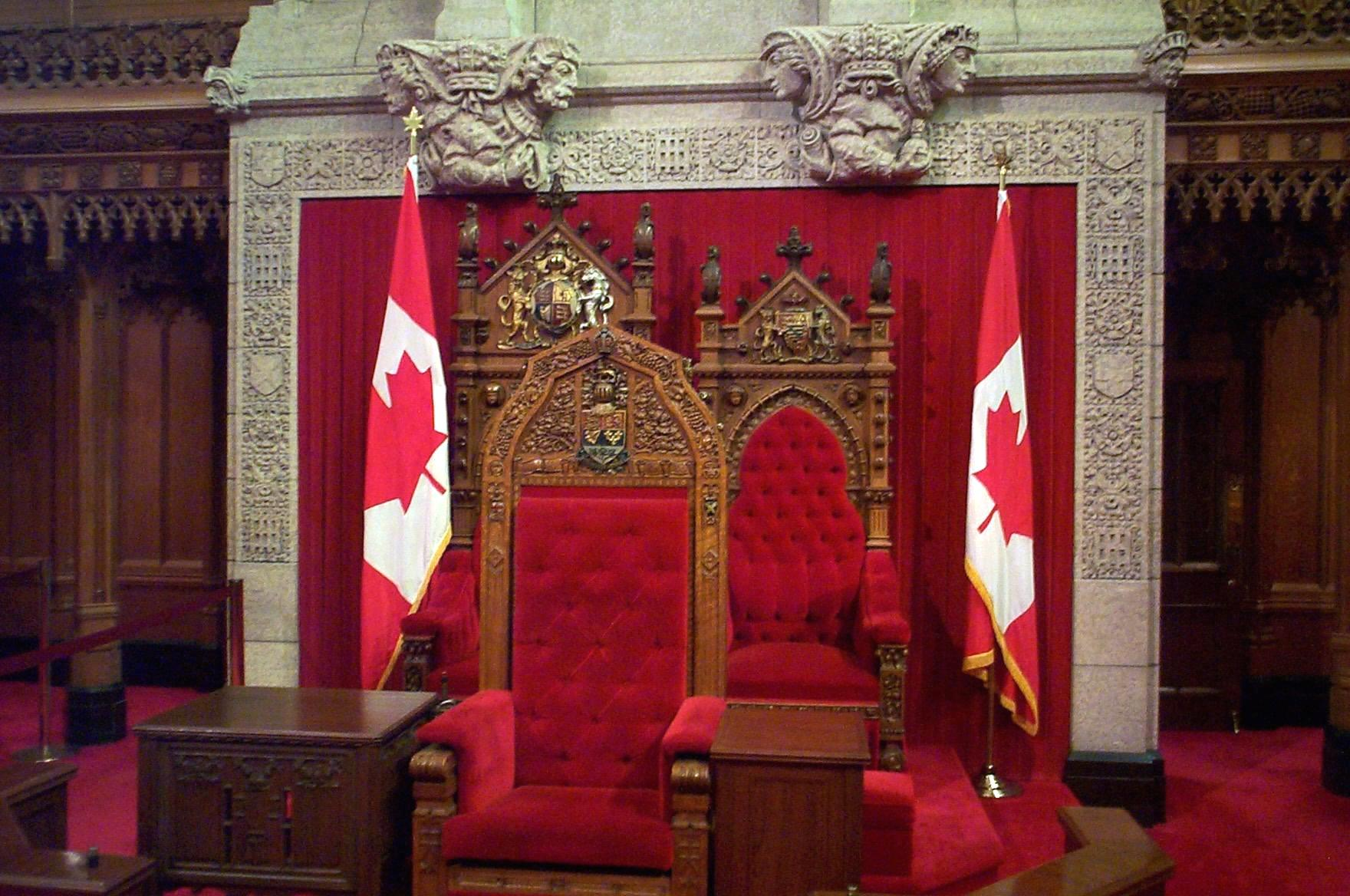
Deze tronen van Elizabeth II, Koningin van Canada en haar gemaal staan in het senaatsgebouw in Ottawa. Ook de gouverneur-generaal en diens echtgenote gebruiken deze zetels.

Een troon is een symbolische of ceremoniële ambtszetel. Het gebruik van dergelijke zetels komt in allerlei culturen voor.
Het begrip "troon" wordt ook wel als metonym gebruikt in de zin van "het koningschap" of "de regering". Men kan de troon bestijgen, afstand van de troon doen en een koning van de troon stoten. Dit moet niet letterlijk worden opgevat. In het Nederlands wordt doorgaans als symbolische aanduiding voor "de kroon" gekozen.
In Nederland en België is een aantal tronen in gebruik. De Nederlandse koningen hebben hun troonzaal ontmanteld maar in Brussel bestaat nog een troonzaal. Ook de Nederlandse en Belgische bisschoppen beschikken over een troon in hun Bisdom. Deze tronen worden "cathedra" genoemd.

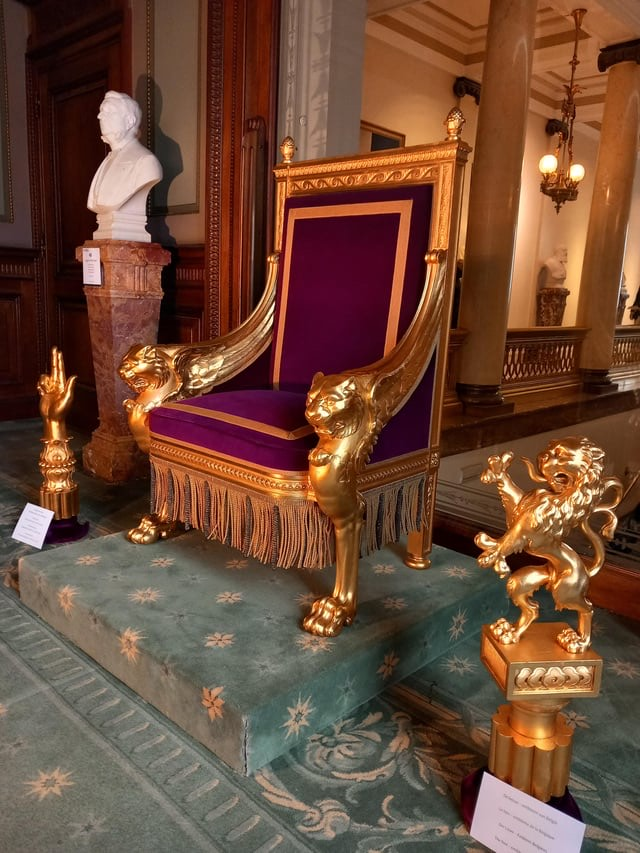
Troon der Belgen (Latijns : Thronus Belgarum) anno 2023

De Nederlandse koning heeft geen troon meer. Er was tot aan de naoorlogse restauraties wel een troon met een reusachtige baldakijn in de Schepenkamer in het Paleis op de Dam en van 1815 tot 1904 stond er een troon met baldakijn in de Oude Zaal van de Tweede Kamer. De koningen gebruiken tijdens hun inhuldigingen in de Nieuwe Kerk een fraaie stoel. De door Pierre Cuypers geleverde, gesneden houten zetel in neogotische stijl in de Haagse Ridderzaal lijkt op een troon en wordt ook wel zo genoemd, maar is dat officieel niet. Desondanks houdt de Nederlandse koning vanaf deze zetel de troonrede.

## De troon van een koninkrijk
De troon staat symbool voor de macht van de monarch en staat meestal in het officiële paleis van de vorst. Vaak heeft elk paleis een troonzaal, waarin de vorst mensen in audiëntie kan ontvangen.
De uitvoering van een troon kan verschillen en het volgende is dan ook niet voor elke troon het geval. Een troon is een fauteuil met armleuningen. Een troon is over het algemeen rijk versierd en vaak van marmer of verguld hout en soms zelfs van vergulde of gouden platen gemaakt. De bekleding is van fluweel. Op de troon staat vaak het wapen of monogram van de vorst, geborduurd in gouddraad of in houtsnijwerk. Boven de troon hangt een baldakijn. Opdat iedereen de vorst zou zien is de troon meestal op een verhoging geplaatst.
In Teheran wordt de kostbare Perzische pauwentroon bewaard. Deze gouden troon is met edelstenen ingelegd en werd in 1967 voor het laatst gebruikt.

## De troon in de oudheid

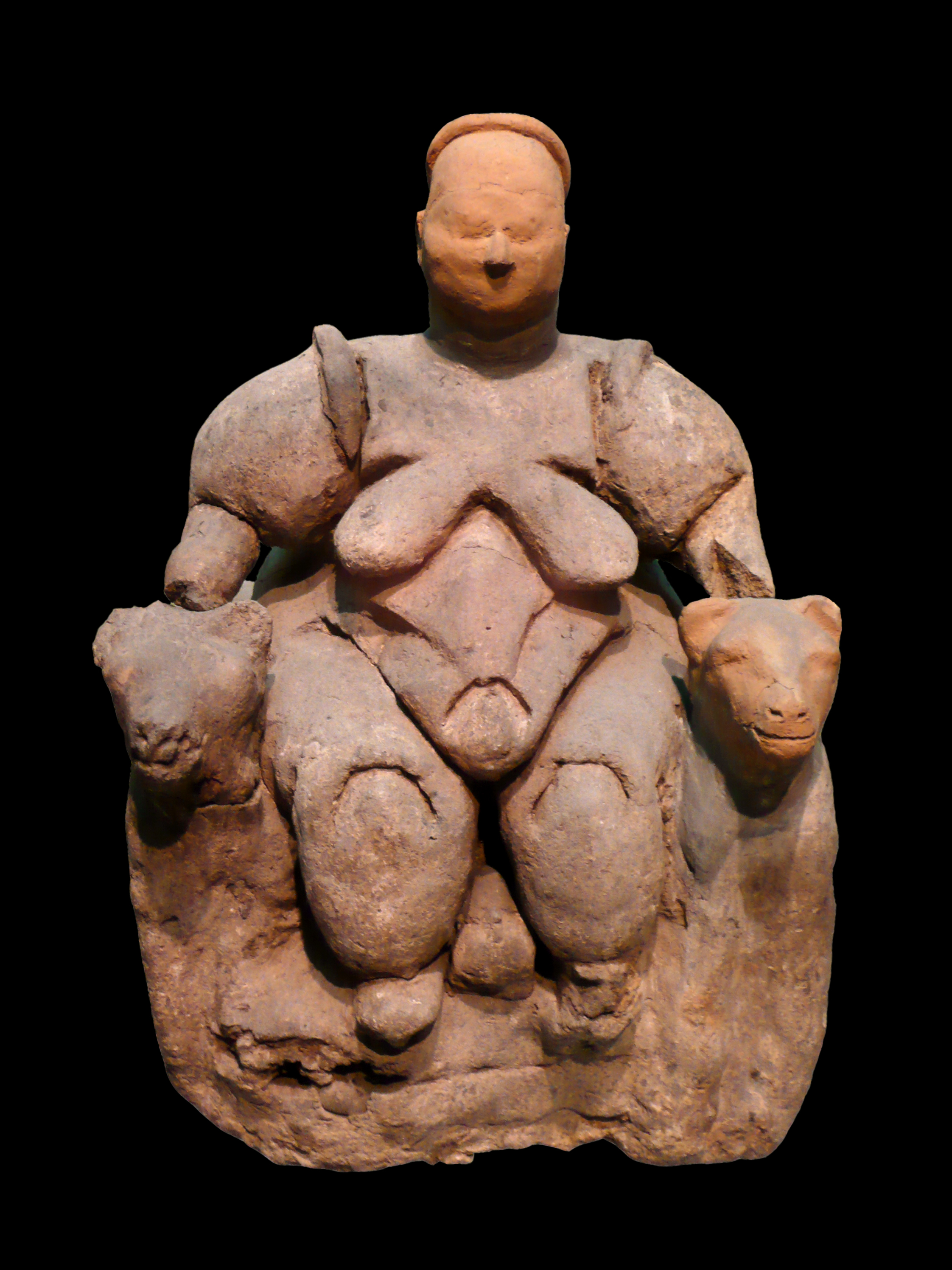
Zittende vrouw van Çatalhöyük op haar troon (gedateerd tussen 7e en 5e millennium v.Chr.)

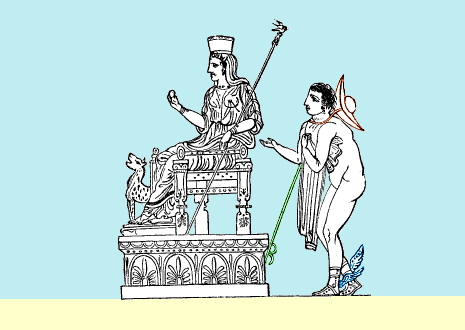
De godin Juno op haar troon; op de rechterzijde van de troon is de voorstelling van een tijgerin of panter (Afbeelding op aarden vaas in het Museo Archeologico Nazionale in Napels)

Een achttal millennia geleden had de troon van een zittende dame de vorm van een geboortestoel. Bij de Zittende vrouw van Çatalhöyük is iets als het hoofdje van een baby te zien.
Troonzetels werden ook in de klassieke oudheid gebruikt. Bekend zijn de afbeeldingen van tronende farao's en de troon van Toetanchamon werd in zijn graf teruggevonden. De thronus (Oudgrieks: θρόνος/thrónos, Latijn: solium) verschilde niet zoveel van een normale stoel (καθέδρα/kathédra) behalve in zijn hoogte, grootte en in elke opzicht prachtigere uitrusting (Athen. v. p192e). Wegens zijn hoogte was het altijd van een voetbank vergezeld (subsellium, ὑποπόδιον/upopódion, Att.: θράνιον/thránion, Ion.: θρῆνυς/thễnus, Hom., Il. XIV 240, Od. I 131, X 315.). Naast een variatie aan versieringen, voornamelijk spijkers of zilveren knopen, die op de troon zelf werden aangebracht, werd er dikwijls een mooie en prachtige stof over gedrapeerd (Hom., Od. XX 150.).
In de klassieke oudheid werden ook goden geacht op tronen te zitten; een beeld dat ook in het Nieuwe Testament voorkomt. Naast de troonzetels van de vorsten in paleizen werden ook tronen voor bezoekende goden opgesteld. Homerus vermeldt dit gebruik al in zijn Ilias. De beroemdste van deze, waarschijnlijk zelden gebruikte, tronen was de troon van Apollon in Amyclae uit de 6e eeuw v. Chr, verfraaid door Bathycles van Magnesia. De troon van de Olympische Zeus, het werk van Phidias, werd op dezelfde manier gehouwen en geornamenteerd. Daar een stoel voor gemeenschappelijk gebruik soms gemaakt werd voor twee personen (Hom., Il. III 424, Od. XVII 330.) en een troon door twee potentaten gedeeld moest worden (δίφρον/díphron, Doris, ap. Athen. I p17f), werd bijgevolg soms aangenomen dat twee godheden dezelfde troon moesten bezetten (Paus., VIII 37 § 2.).
In de Noordse mythologie zaten de twaalf voornaamste goden op tronen in het paleis van Odin die in zijn hemels paleis zelf op de troon Hlidskjalf plaats nam.
Behalve die van de standbeelden van de goden, werden de tronen van vorsten soms in de tempels als donaria (offer) geschonken (Paus., II 19 § 4, V 12 § 3.).
De Romeinse keizers en de hoogste bestuurders namen tijdens vergaderingen en rechtszaken plaats op de Sella curulis. Dat was de troon van de Koningen van Rome geweest. Nu de koninklijke macht over een aantal personen was verdeeld hadden zij recht op het gebruik van zijn zetel.
De Hittieten beschouwden de tronen als goddelijke wezens.
In de Egyptische mythologie werd de godin Isis met de troon vereenzelvigd, zoals het symbool in het hiëroglief van haar naam weergeeft.
| Q1 | t · H8 | I12 |

Ook op het Minoïsch Kreta werd de troon gebruikt zoals te zien is in het paleis van Knossos.

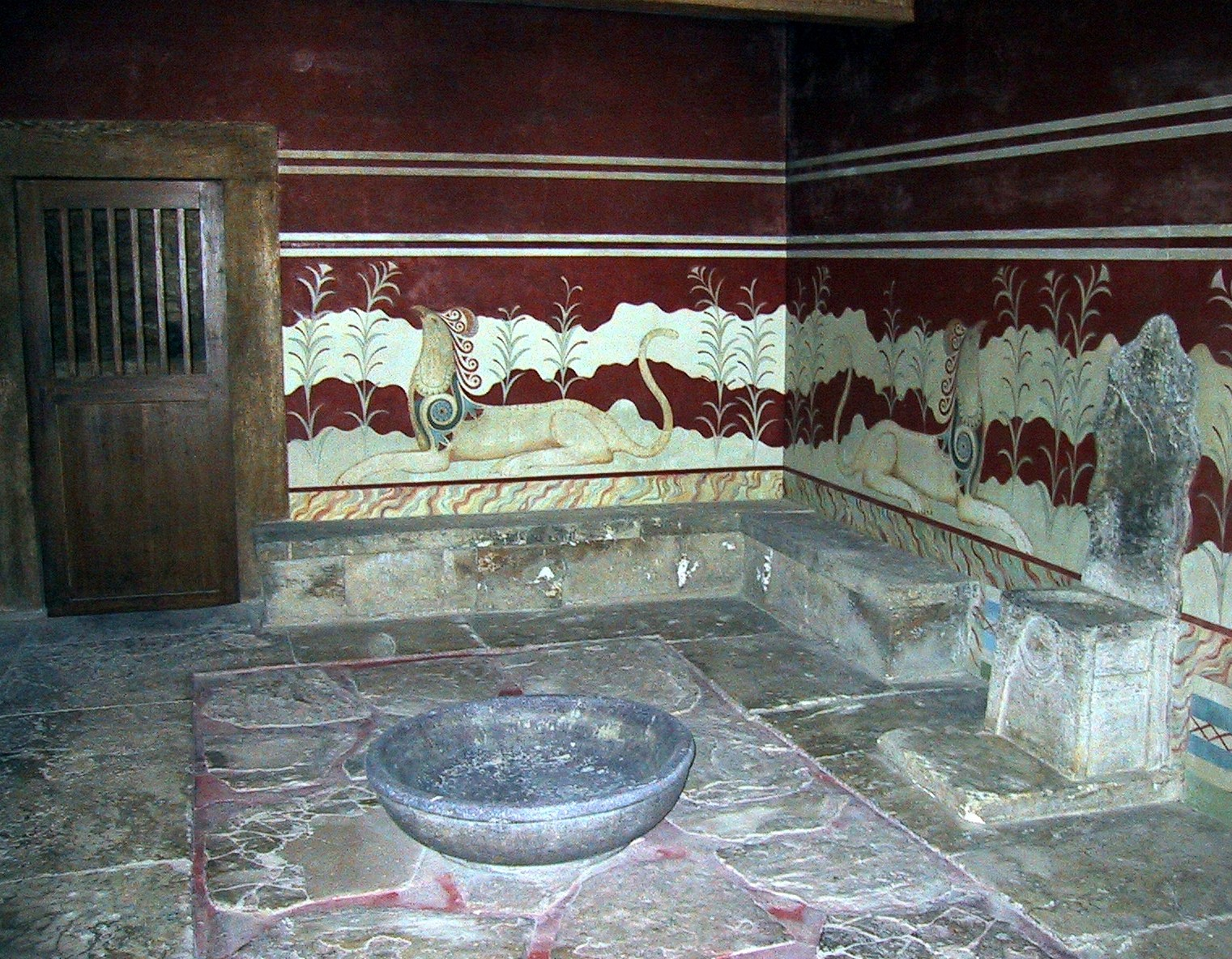
Troonzaal paleis Knossos

## De feodale tronen van Europa

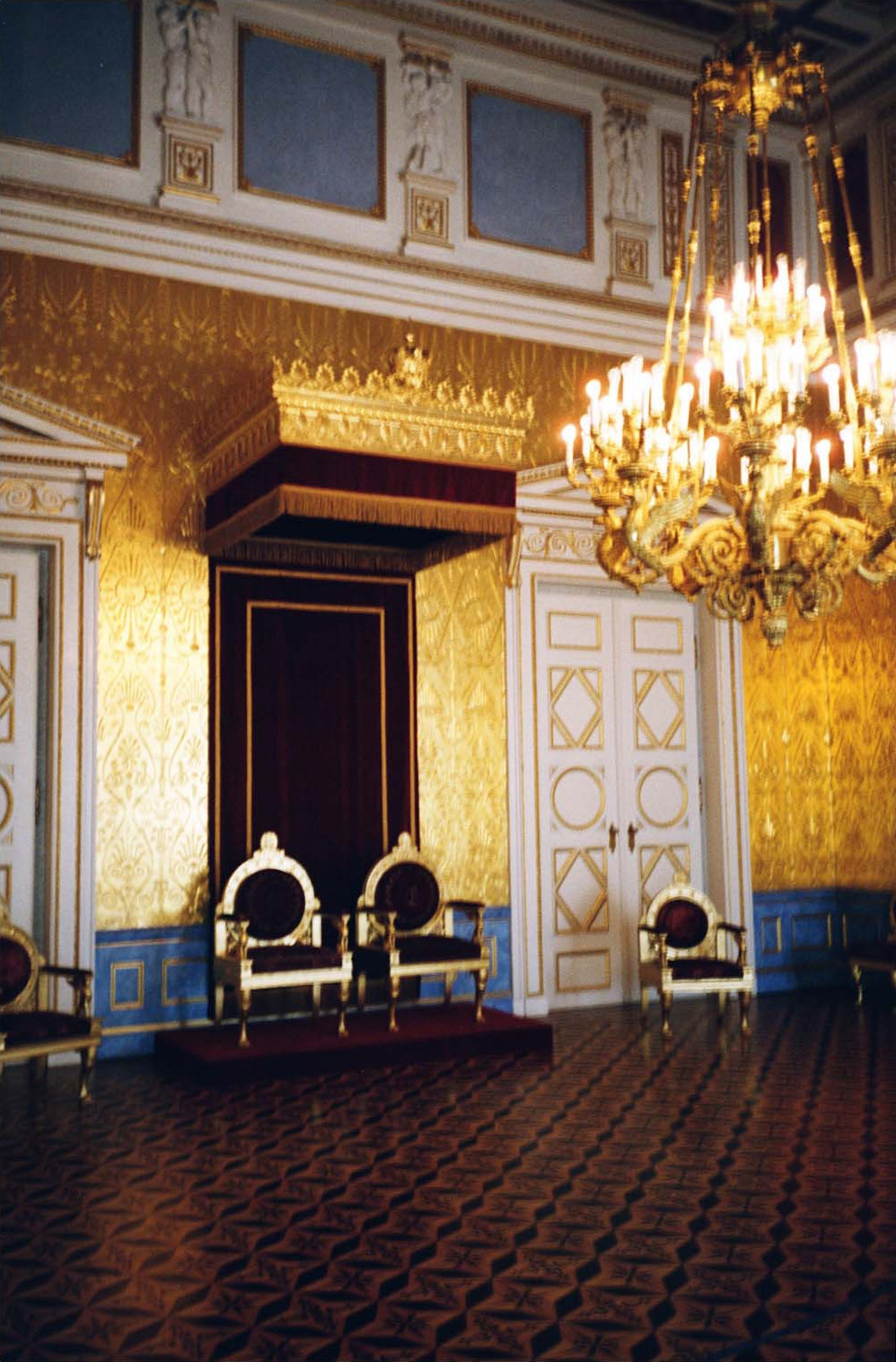
Twee bewaard gebleven vroeg-19e-eeuwse tronen in de residentie in München

In Europese feodale culturen zaten de monarchen vaak op tronen. Vanaf deze troon werd geregeerd en recht gesproken. De troon lijkt van de Romeinse magistraatsstoel te zijn afgeleid, want het Germaanse equivalent van een troonsbestijging hield in dat het stamhoofd op een schild werd geplaatst en zo boven de schouders van zijn volgelingen torende. De oudste Europese tronen zijn vergeleken met hun Aziatische tijdgenoten uiterst eenvoudig.
De oudste bewaard gebleven troon in West-Europa is de troon van Karel de Grote in Aken. Dertig Duitse koningen en keizers van het Heilige Roomse Rijk werden op deze marmeren troon gekroond.
De tronen van de Byzantijnse keizers waren veel ingewikkelder en rijker vormgegeven. Wie de troon naderde zag de keizer door een reeks dunne zijden gordijnen die, wanneer de bezoeker belangrijk genoeg was, een voor een werden weggetrokken om de "Dominus et Deus", de godgelijke keizer, te kunnen aanschouwen. De troon werd omringd door mechanische leeuwen die konden brullen en verhief zich ook nog in de lucht op het moment dat de knielende bezoeker zijn hoofd weer ophief. Er zijn bronnen die vertellen dat de keizer aan het einde van de audiëntie "spoorloos" leek te verdwijnen achter schuivende panelen en dat er mechanische vogeltjes klonken. Op middeleeuwse bezoekers maakte dit alles een verpletterende indruk.
De middeleeuwse tsaren van Moskovië volgden bij hun hofprotocol het Byzantijnse voorbeeld. Ivan IV "de verschrikkelijke" troonde op de beroemde ivoren troon die met in ivoor en walrustand gebeeldhouwde mythologische, heraldische en profane afbeeldingen is versierd. De reliëfs met scènes uit het leven van koning Salomo, die volgens 2 Kronieken 9:17 ook een ivoren troon bezat, herinneren aan de voorbeeldfunctie van deze Bijbelse monarch.

## Aziatische tronen

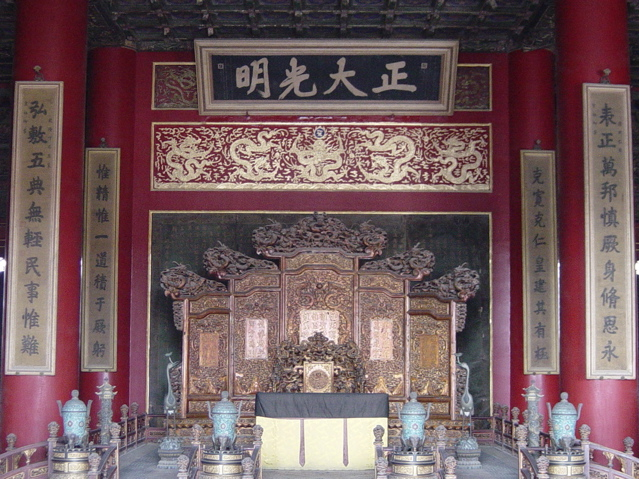
De drakentroon van de Chinese Keizers in de Verboden Stad

In het Indische subcontinent troonden de hindoeïstische vorsten op gaddi, ook wel rājgaddī genoemd. De islamitische heersers zaten op "musnad". Beide tronen hadden het model van een brede, lage divan. De troon van de Mogol werd "Shāhī takht" genoemd. De troon heet in het Sanskriet singhāsana waarin we het woord Sing (leeuw) terugvinden.
De Britse onderkoningen en de keizers van India namen tot het einde van de Raj in 1947 op tronen plaats.
De nominaal onafhankelijke Bey van Tunis troonde op een divan die kursi (stoel) genoemd werd.
De troon die in de hal van de Ridders van Sint-Joris in het Winterpaleis in Sint-Petersburg staat heet "de" troon van Rusland te zijn, maar er zijn in de verschillende paleizen grote en kleine troonzalen. Zeven treden leiden naar de troon die tot 1917 werd gebruikt en na de laatste tsaar verweesd achterbleef.

## Moderne tronen

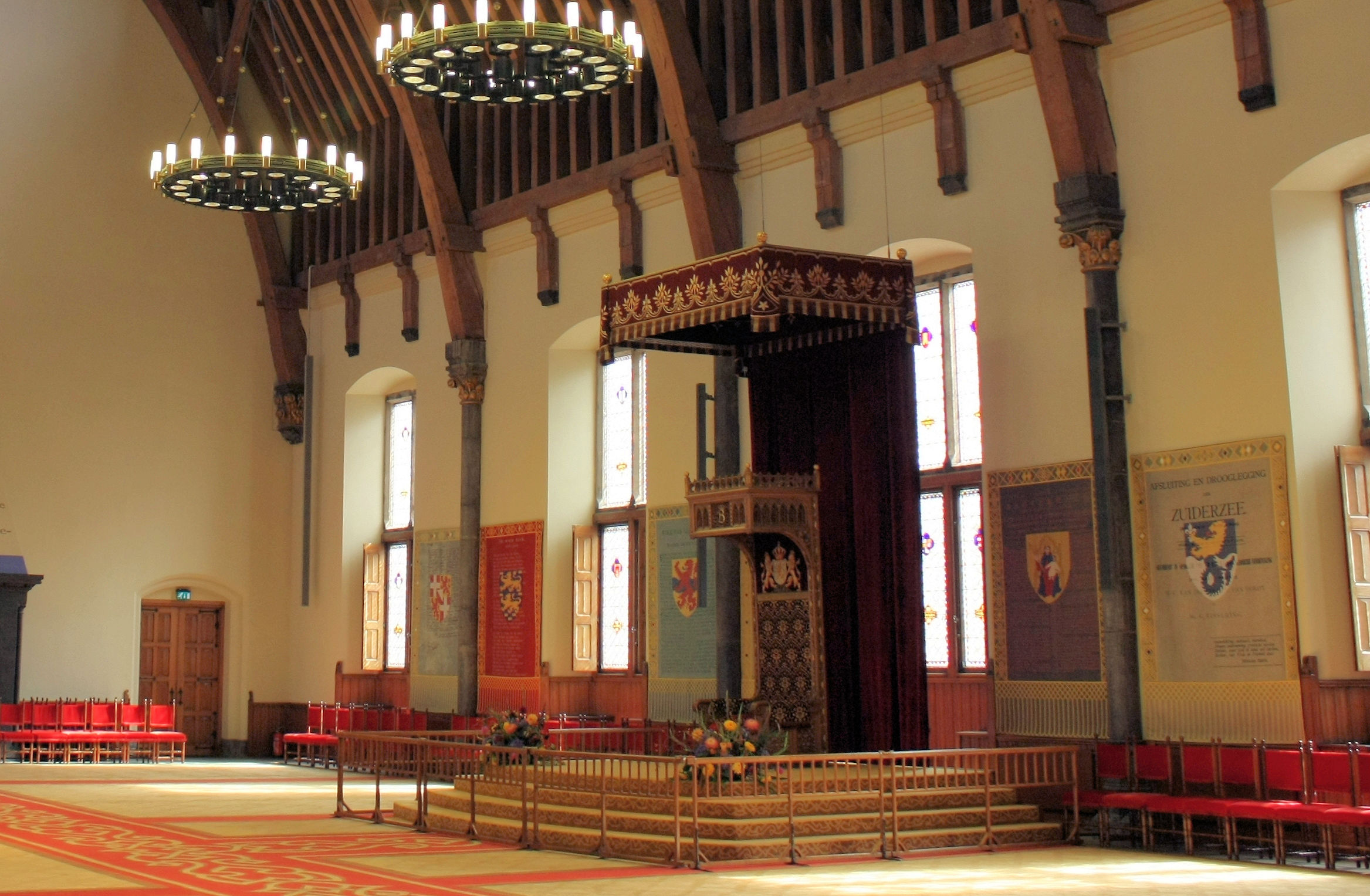
De troon in de Ridderzaal in Den Haag waarop het staatshoofd tijdens Prinsjesdag plaats neemt om de troonrede voor te dragen

Er zijn ook nu nog monarchieën die tronen gebruiken, maar in de meeste van deze landen zijn de tronen museumstukken geworden. Het gebruik van tronen veranderde in de loop van de 19e eeuw sterk. Zo nam Napoleon III nooit plaats op zijn troon, maar ontving hij zijn gasten staande vóór zijn troon. Dat was ook de gewoonte bij de groothertogen van Mecklenburg-Schwerin in Schwerin.
De stoel van Sint-Eduard in de Abdij van Westminster, de tronen in de Britse paleizen en de tronen en troonzetels die bij de opening van het parlement in Groot-Brittannië, Denemarken, Nederland, Japan, Canada en Australië worden gebruikt herinneren ook in onze tijd nog aan een periode waarin de koning op zijn troon het meest gehanteerde beeld van regeringsmacht was.
Republieken hebben de traditie van de troonzetels soms behouden. Hoewel geen Amerikaanse president zijn stoel zo zou durven aanduiden, zit hij wel wanneer hij gasten ontvangt in het Witte Huis op een opvallende stoel met een hoge, witbeklede rug.
Ook enkele gemeentebesturen van de Engelse, Schotse en Ierse steden laten hun burgemeesters in grote, rijkversierde troonzetels plaatsnemen. Dergelijke zetels vindt men ook in de loges van de vrijmetselaars.

## Kerkelijke tronen

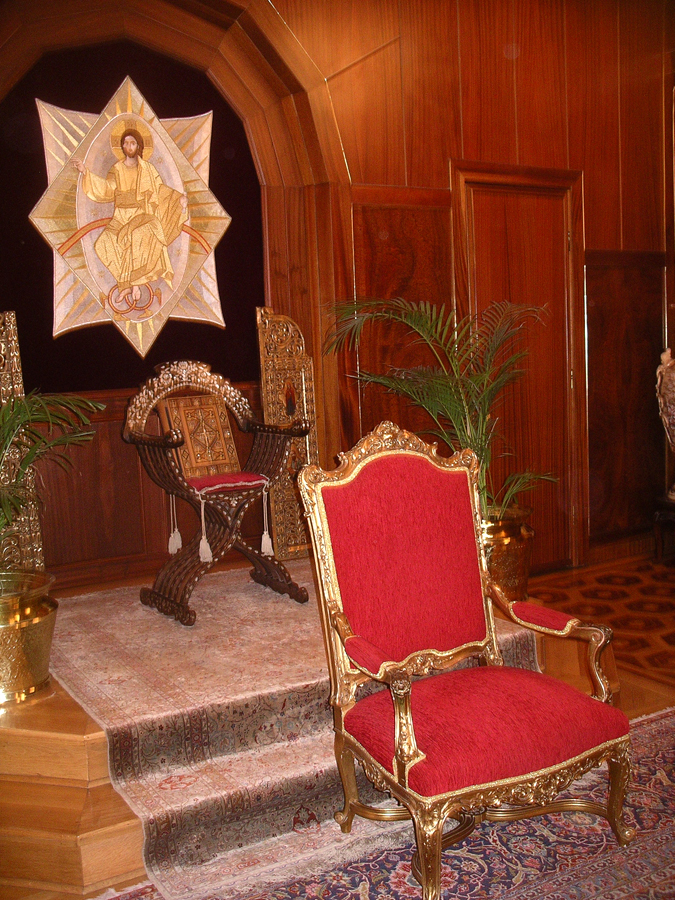
De troon van de Eucumenisch Patriarch van Constantinopel. Op de hoogste van de twee tronen is de Bijbel geplaatst, de patriarch zit op de lagere troonzetel.

Al sinds de Oudheid nemen kerkvorsten op tronen plaats die in het koor van de kerk worden neergezet. Het gebruik bestaat binnen de katholieke, episcopaalse, orthodoxe en anglicaanse kerken. De troonzetel, naar het Griekse woord voor stoel "κάθεδρα" meestal "cathedra" genoemd, worden vaak met het wapen van de bisschop versierd. De bisschoppelijke troon heeft een troonhemel die boven en achter de troon is gehangen. Soms heeft de paus het recht om een dergelijke hemel in de kerk op te hangen ook aan lagere geestelijken verleend. Volgens kerkelijk gebruik mogen ook de regerende vorsten een troon, soms met troonhemel, in een kerk plaatsen maar deze mag niet in het priesterkoor staan. In de romaanse kerken kende men in de vroege Middeleeuwen de traditie dat de oostkant van de kerk voor het geestelijke gezag en de westelijke kant met de hoofdingang voor het wereldlijk gezag gereserveerd was. In dit zogenoemde Westwerk stond dan een troon opgesteld.
In de kapel van Karel de Grote in Aken vinden wij deze opstelling ook nu nog terug.
Buiten het eigen bisdom mogen bisschoppen geen troonzetel gebruiken, zoals zij daar volgens kerkelijk recht ook geen bisschopsstaf mogen hanteren. Zij mogen dan wel op het Faldistorium, een soort vouwstoel, in het priesterkoor plaatsnemen.
Ook de abt en abdis mogen binnen het klooster dat zij besturen op een troonzetel plaatsnemen. Deze zetels zijn vaak veel eenvoudiger uitgevoerd dan de tronen van de bisschoppen.
De tronen van de Grieks-orthodoxe clerus combineren vaak kenmerken van de koorbank of kathisma en Byzantijnse versieringen zoals leeuwen die aan de voet van de troon zitten. Het gezag van de Ecumenisch Patriarch van Constantinopel wordt in een metonym vaak "de Ecumenische Troon" genoemd als tegenhanger van de Romeinse "Heilige Stoel".

## De pontificale troon

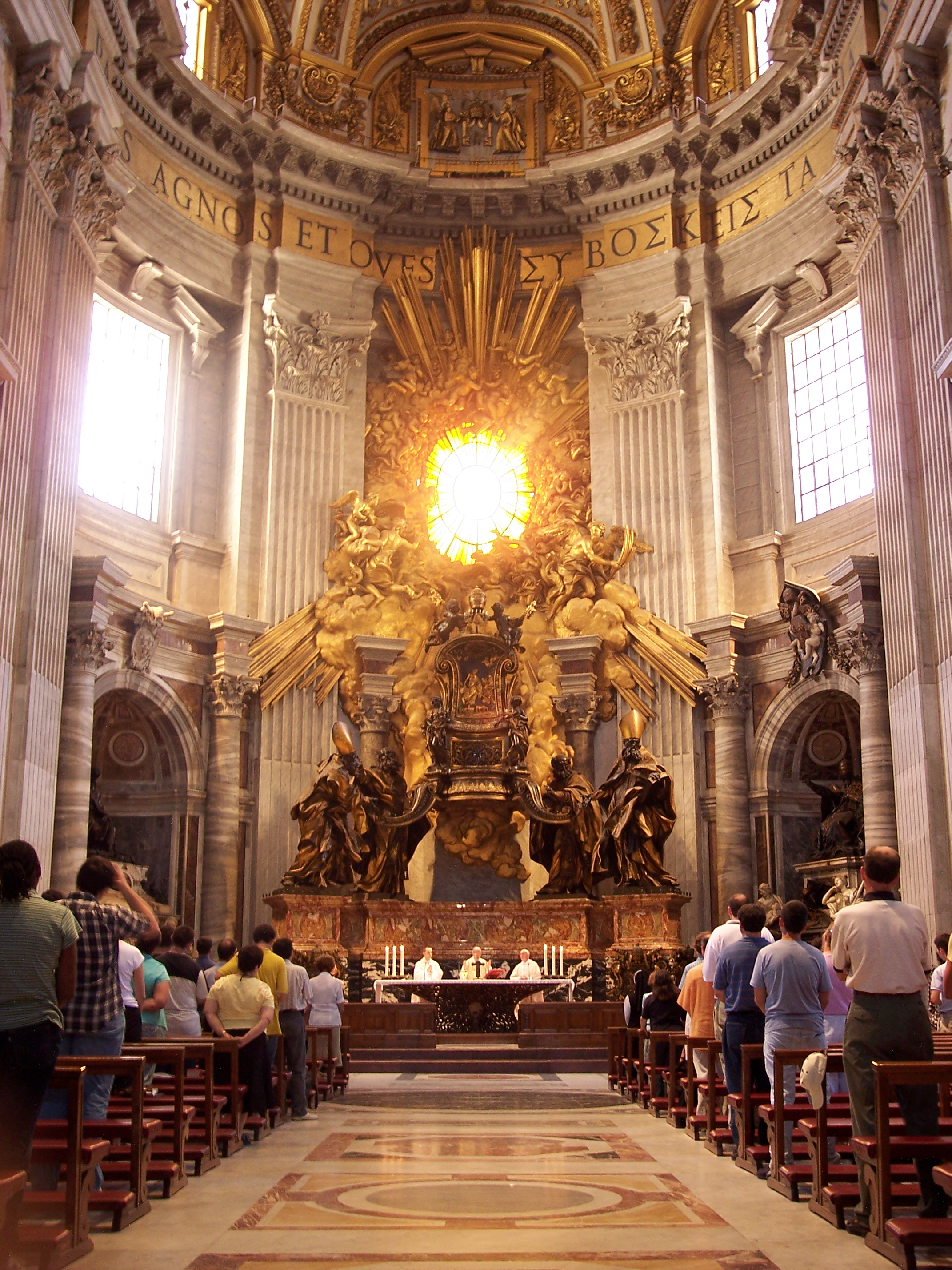
De Cathedra Sancti Petri achter het hoogaltaar van de Sint-Pieter in Rome

De paus zetelt, zo heet het in het spraakgebruik, "op de troon van de Heilige Petrus", Hij is daarmee, volgens de katholieke leer, de plaatsbekleder van God op aarde. De paus is ook het laatste absolutistische staatshoofd, hij bezit in Vaticaanstad immers alle macht. Als er geen paus is dan is de troon van Petrus vacant, men noemt dit een interregnum, sediscicatie of (Sede Vacante) wat Latijn is voor "lege stoel". Deze periode duurt tot een nieuwe paus door het conclaaf verkozen wordt.
Wanneer een paus "ex cathedra", Latijn voor "vanaf de troon", een uitspraak doet over de geloofsleer dan is hij daarin volgens de katholieke leer "onfeilbaar". De paus kan op deze wijze definitief vastleggen wat de leer van de katholieke Kerk is en wat ketterij is.
Die onfeilbaarheid van de paus is volgens het Eerste Vaticaans Concilie gebonden aan het "ambt" van de paus, aan het "leergezag van de gehele Kerk" en aan het "Pauselijk optreden als herder van alle gelovigen". Het Vaticaans Concilie gebruikt de term "ex cathedra" dus niet en verbindt het leergezag ook niet met zoveel woorden aan de pauselijke troon.In de wandeling zegt men van men de leerstellige beweringen desondanks dat zij "ex cathedra" zijn gedaan.
De paus heeft ook een speciale, ceremoniële troon, de Sedia gestatoria. Deze draagstoel wordt al sinds enige jaren niet meer gebruikt. In zijn paleis en op het kasteel in Castel Gandolfo beschikken de pausen over meerdere tronen die voor ontvangsten worden gebruikt.
Ook bisschoppen en kardinalen hebben een troon (cathedra), die in de titelhoudende kathedraal staat. De term "Heilige Stoel" verwijst dan weer naar de diplomatieke status van het Vaticaan. Officieel worden diplomaten niet geaccrediteerd bij de regering van Vaticaanstad of bij de romeinse Curie maar letterlijk "bij de Heilige Stoel".
Als bisschop van Rome troont de paus in de apsis van de basiliek van Sint-Jan van Lateranen die dan ook de kathedrale kerk van de Romeinse bisschoppen genoemd mag worden. Als paus troont diezelfde bisschop op een troon in de Sint-Pietersbasiliek. Boven het door Bernini vormgegeven hoogaltaar is een bijzonder relikwie geplaatst. Het is een in brons gevatte oude stoel die volgens de overlevering aan Petrus zou hebben toebehoord.
Voorheen zaten alle kardinalen tijdens een conclaaf op tronen met een kleine troonhemel. Wanneer een van hen de verkiezing tot paus aannam, lieten alle kardinalen hun eigen hemel vallen door aan een koord te trekken. Zij gaven daarmee aan dat zij nu niet langer de gelijken van de zojuist uitverkoren paus waren. In 1978 verviel deze gewoonte.

## Bijbelse tronen

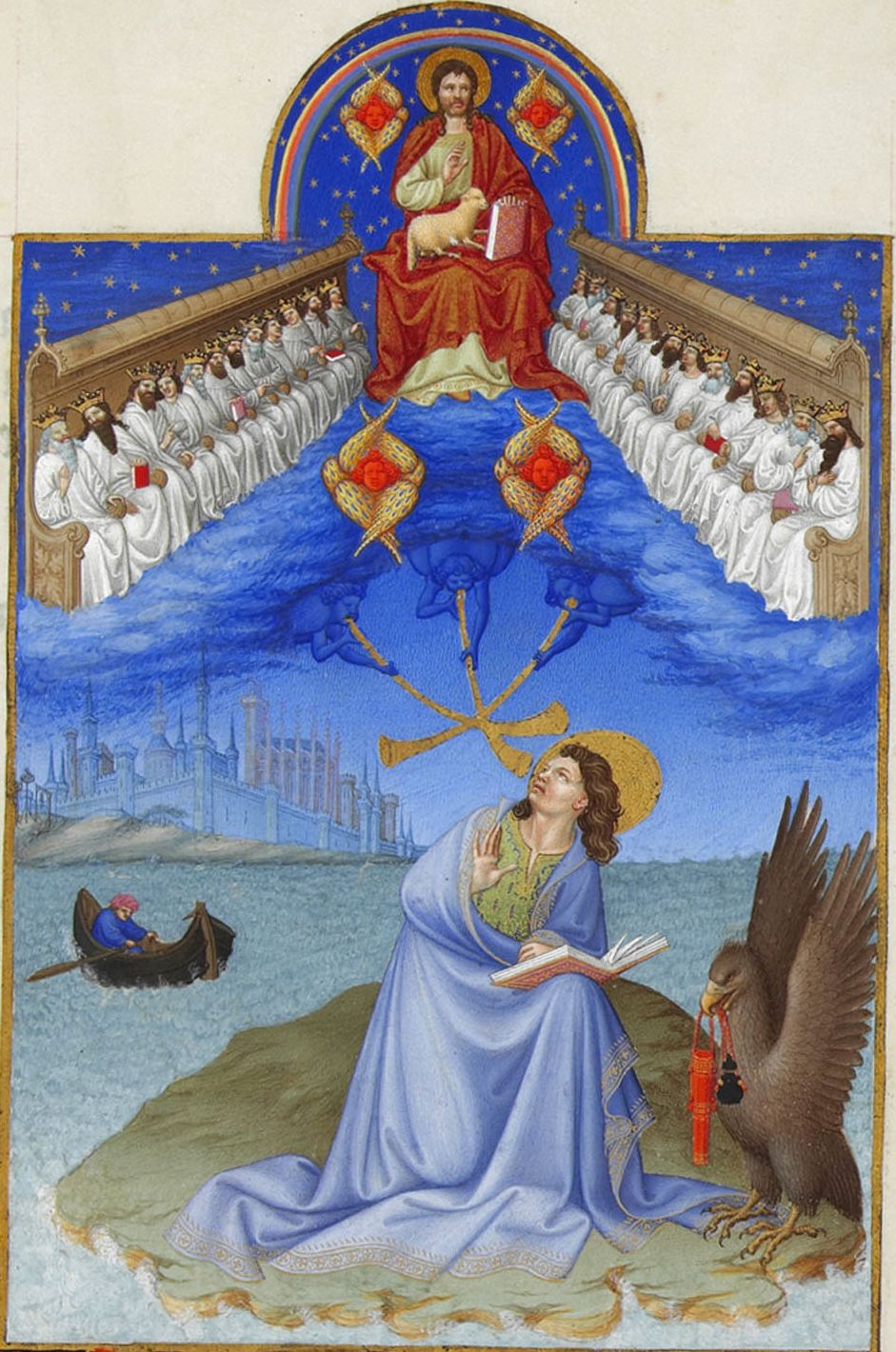
Een visioen van Johannes de Evangelist. Vier serafijnen en vierentwintig wijzen rond de tronende Jezus als christus. Illustratie in de 15e-eeuwse Les Très Riches Heures du duc de Berry

In het Oude Testament komen diverse tronen voor. De koningen David en Salomo bezaten volgens de Bijbel tronen en 1 Koningen 10:18 spreekt over de troon van koning Salomo met de woorden "Voorts maakte de koning een grote ivoren troon die hij overtrok met gelouterd goud.De troon had zes treden en een ronde kop was van achteren aan de troon en leuningen aan weerszijden van de zitplaats, en twee leeuwen stonden naast de leuningen, en twaalf leeuwen stonden aan weerszijden op de zes treden; nooit was zoiets voor enig koninkrijk gemaakt".
Deze beschrijving heeft de vorm van de Europese tronen beïnvloed. De leeuwen zien we nog terug in de grote zilveren leeuwen die naast de troon van de Deense koning worden geplaatst.
Jesaja 9:6-7 noemt de troon van Salomo in samenhang met een aankondiging van de geboorte van de Messias met de woorden "groot zal de heerschappij zijn en eindeloos de vrede op de troon van David en over zijn koninkrijk".
In Lucas 1:32-33 wordt Jezus "gezeten op de troon van zijn vader David" beschreven met "eeuwigdurend gezag over het Huis van Jacob en een koninkrijk zonder einde"
Jezus beloofde zijn twaalf apostelen in Matteüs 19:28 "twaalf tronen vanwaar zij de twaalf stammen Israëls zouden richten". Mattheus beschreef in de Apocalyps 20:11 een troon met de woorden "en ik zag een grote witte troon en Hem die daarop gezeten was, voor wiens aangezicht de aarde en hemel vluchtten".
Ook Paulus spreekt in zijn brieven over tronen. In een omstreden interpretatie van het begrip tronen in de Brief aan de Kolossenzen maakt de Pseudo-Dionysius de Areopagiet van deze tronen een deel van het hemelse engelenkoor dat hij in zijn visionaire De Coelesti Hierarchia beschrijft. Thomas van Aquino maakte deze zienswijze populair.
De tronen, in de zin van engelen, zijn daar met de "hemelse gerechtigheid" belast.
In de Europese Middeleeuwen werd de troon van Salomo met de Maria vereenzelvigd. Op een middeleeuws schilderij waarop het kindje Jezus op zijn moeders schoot zit is volgens deze zienswijze dus een tronende Jezus als christus afgebeeld. Het ivoor in de beschrijving van de troon van Salomo wordt in de middeleeuwen een symbool van zuiverheid gezien, het goud staat voor de heerschappij en de zes treden voor zes kardinale deugden. Psalm 45 noemt een troon en de middeleeuwers zagen in de beschrijving van het paleis in dit vers een troonzaal. De maagd Maria zélf, of haar schoot, zou deze troonzaal zijn.

## Troon in de Koran
Ook in de Koran komen verschillende tronen voor. In o.a. Soera De Mieren is sprake van de troon van de koningin van Saba die bij Sulayman wordt gebracht. In soera Jozef plaatst Yusuf zijn ouders op de troon.
Daarnaast worden veel toespelingen gemaakt op Gods troon. Zo spreekt soera Vergever over God als troonbezitter en soera De Groepen beschrijft het scharen van de engelen rondom Gods troon op de Dag des oordeels. Verschillende malen wordt duidelijk gemaakt dat God de Heer is van de troon.
Een bijzondere positie bekleedt soera De Koe 255. Deze aya wordt de Troonvers genoemd. Er is sprake van Gods zetel die uitgebreid is over de hemelen en de aarde. Volgens overleveringen zou deze aya onder Gods troon hebben gelegen en vanuit daar geopenbaard zijn.

## Een opsomming van bekende tronen

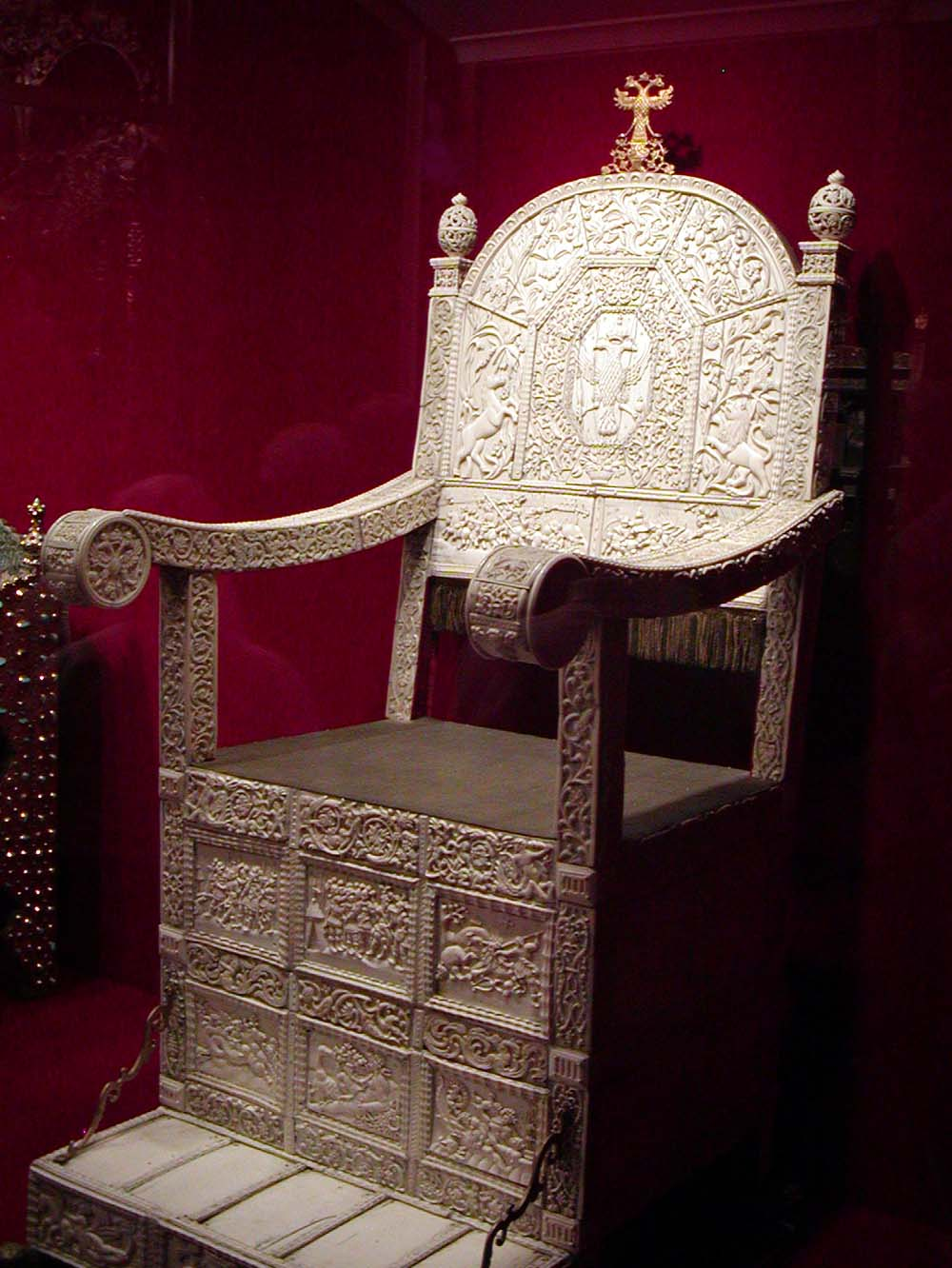
De ivoren troon van Ivan de Verschrikkelijke

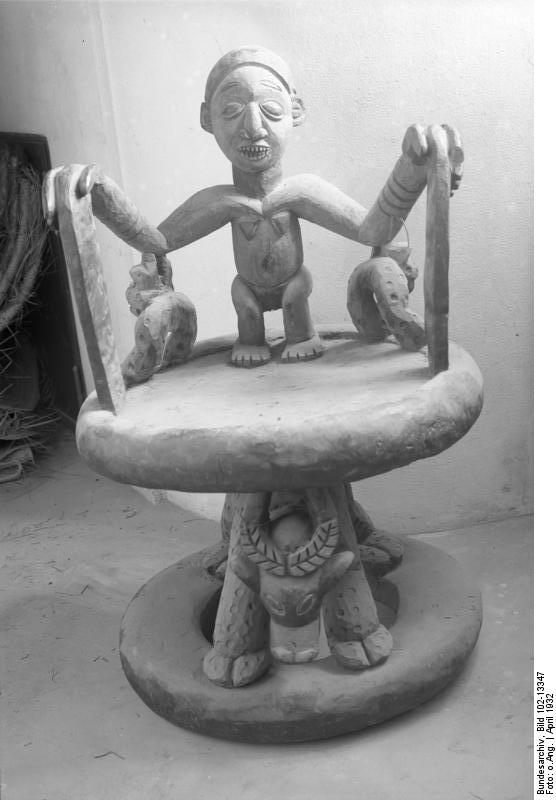
Een troon in een Aziatisch museum in Berlijn, 1932

- De troon van Salomo

### Europese tronen
- De troon van Apollo in Amyclae
- "Thronus Belgarum" de troon der Belgen in Brussel : ("De Belgische troon is een krachtig symbool van de volkssoevereiniteit. Het feit dat deze troon zich in het parlement bevindt en niet in het Koninklijk Paleis, onderstreept dat de koning zijn macht ontleent aan het volk en niet andersom. Vandaar ook de titel ‘Koning der Belgen’ en niet ‘Koning van België’: de Belgische monarch krijgt zijn constitutionele macht door het volk en niet door God, in tegenstelling tot vele andere monarchieën.)
- De stoel van Sint-Eduard in de Abdij van Westminster, deze stoel bevatte eeuwenlang de steen van Scone, ook wel de steen van bestemming ("Stone of Destiny") waarop de Schotse koningen werden gekroond. De steen is nu in Schotland.
- De troon van Karel de Grote in AkenTroon der Belgen (Latijns : Thronus Belgarum) anno 2023

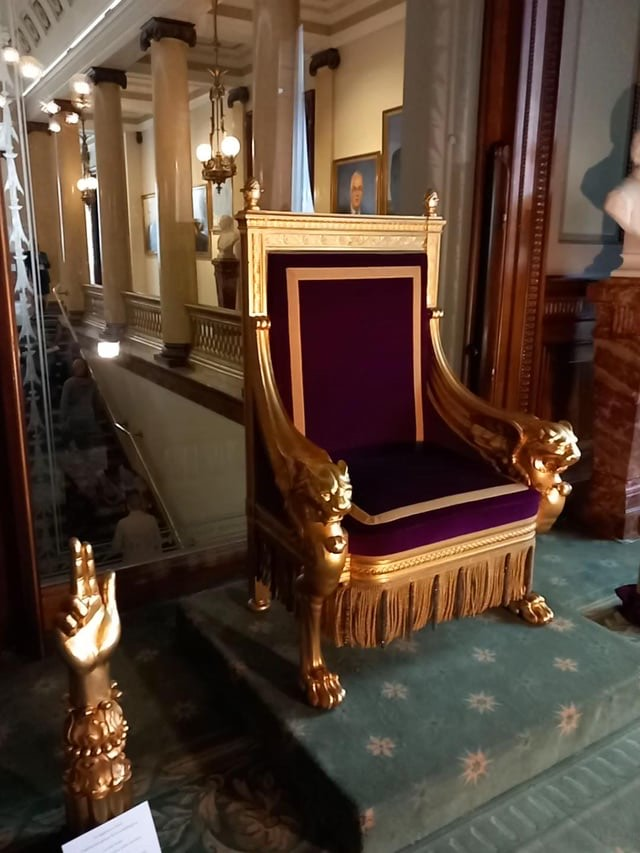
Troon der Belgen (Latijns : Thronus Belgarum) anno 2023

- De ivoren troon van Ivan de Verschrikkelijke
- De draagbare troon of sedia gestatoria van de pausen

### Afrikaanse tronen
- De gouden kruk van de koningen van de Ashanti
- De troon van David van de keizers van Ethiopië
- De zogenaamde troon van David in de kathedraal van Maria in Aksum, de oude hoofdstad van de Koptisch-Orthodoxe Kerk in Ethiopië.

### Aziatische tronen
- De Drakentroon van de Chinese keizers
- De Chrysantentroon van de keizers van Japan
- De Phoenixtroon van de keizers van Korea
- De leeuwentroon van de dalai lama in Lhasa
- De leeuwentroon van de koning van Sikkim
- De stenen troon van koning Kasyapa van Ceylon in de citadel van Sigiri
- De stenen troon van koning Nissankamalla van het 12e-eeuwse rijk der Polonnaruwa op Ceylon
- De pauwentroon van de Indische Mogolkeizers werd naar Teheran gebracht en is nu
- De pauwentroon van de Sjah van Perzië
- De Takht-e Marmar, een van de tronen van de Sjah
- De pauwentroon van Korea
- De pauwentroon van de Montchobo keizers in Ava, de oude hoofdstad van Birma
- De "Saridhaleys" of ivoren troon en de "sighsana" van de sultans van de Malediven.
- De sandelhouten troon in het fort van Bikaner

## Galerij

### Tronen van koningen, koninginnen en keizers

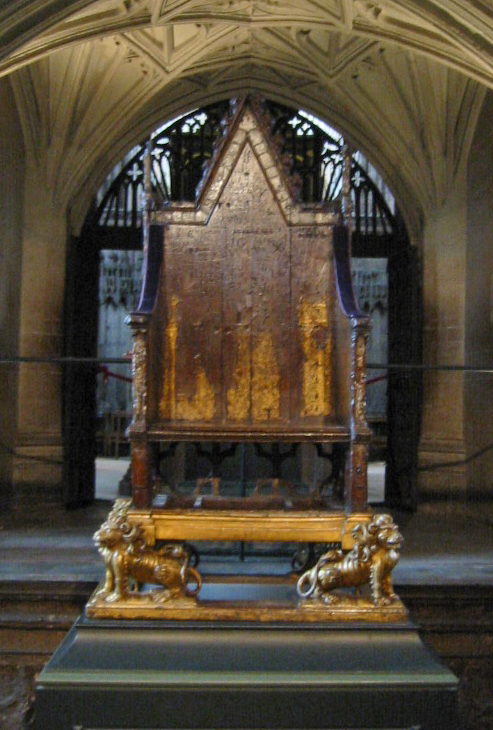
De stoel van Eduard de Belijder in Westminster
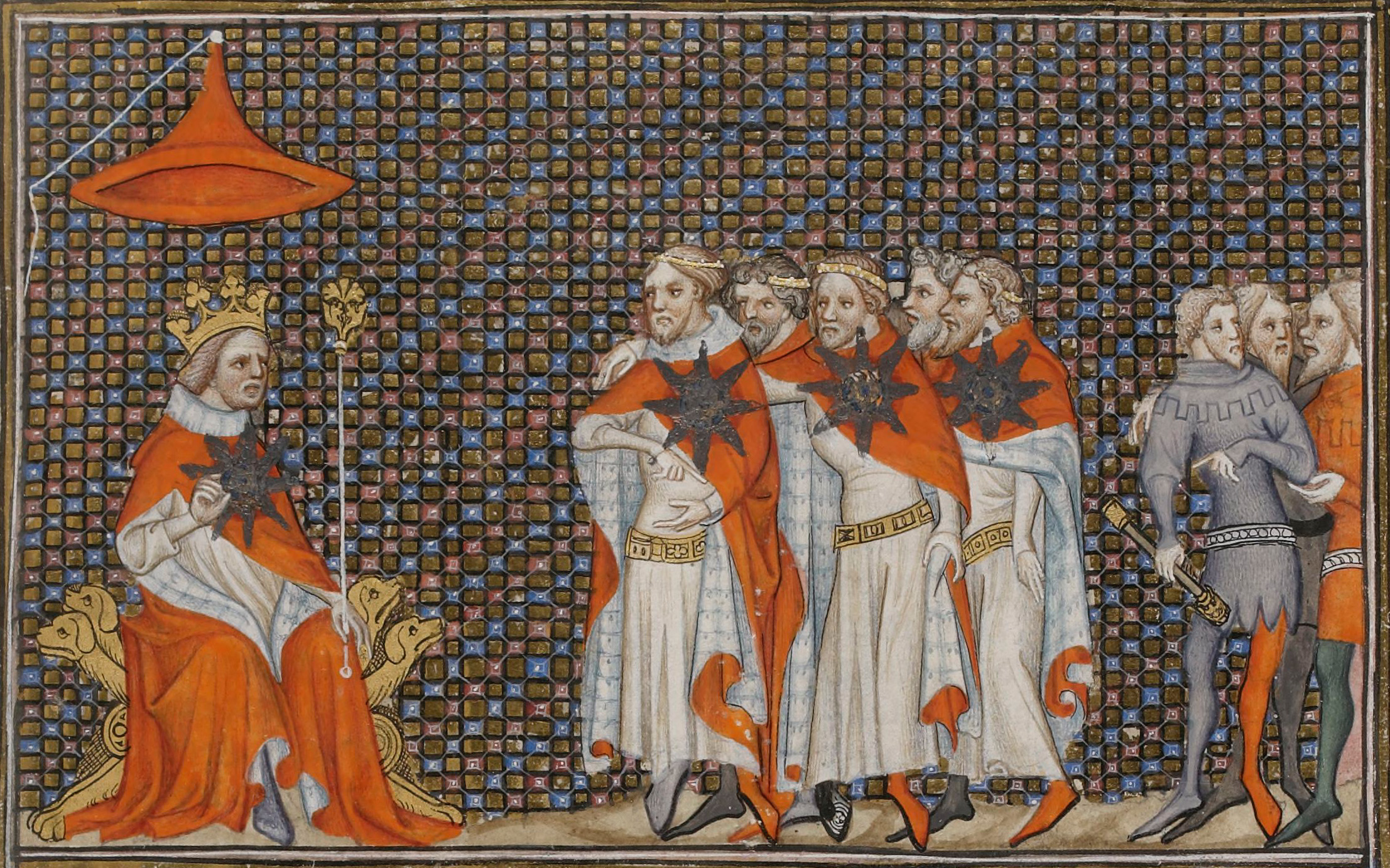
Jan II van Frankrijk op zijn troon met daarboven een baldakijn
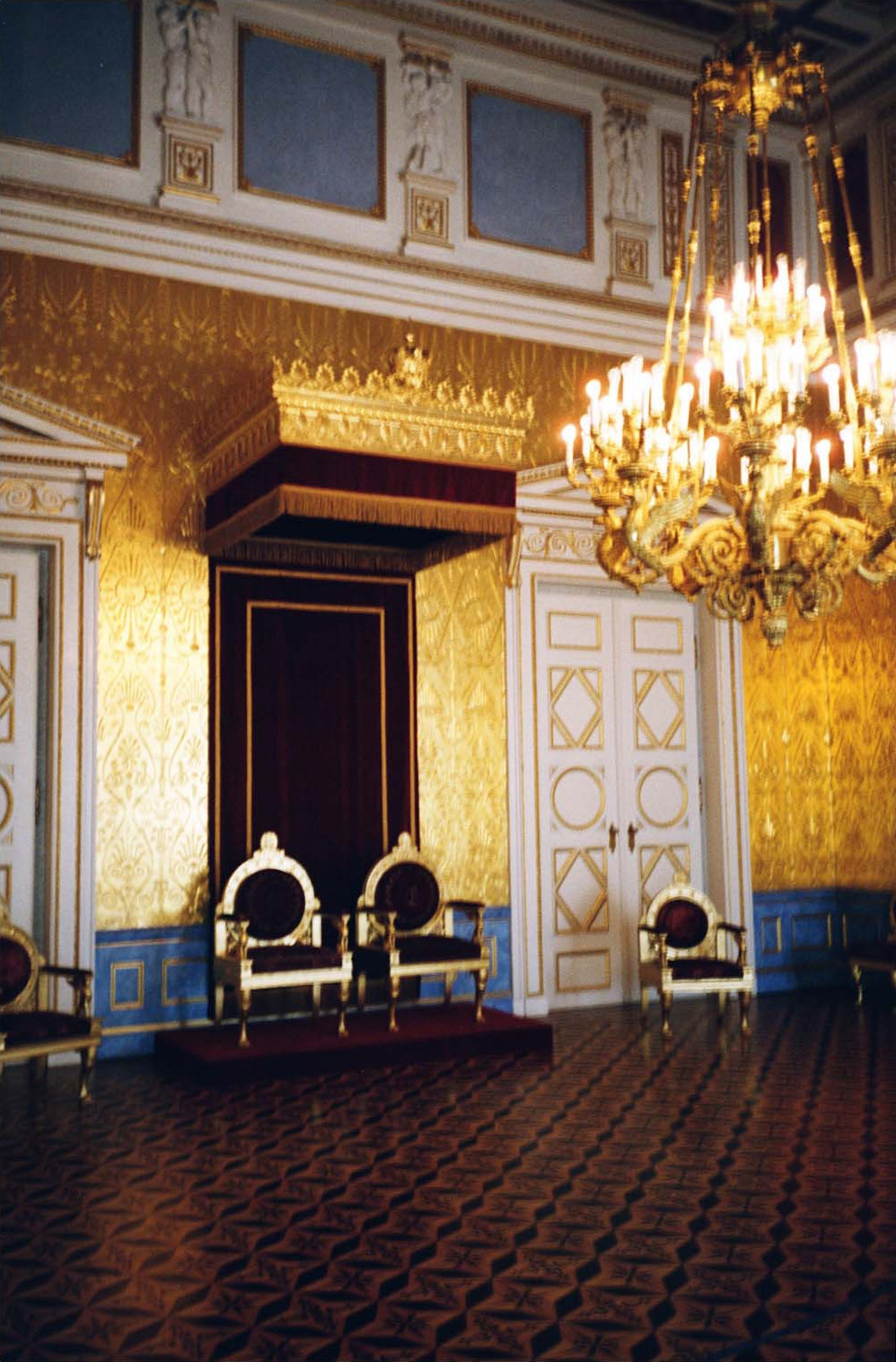
De troonzaal in de residentie in München
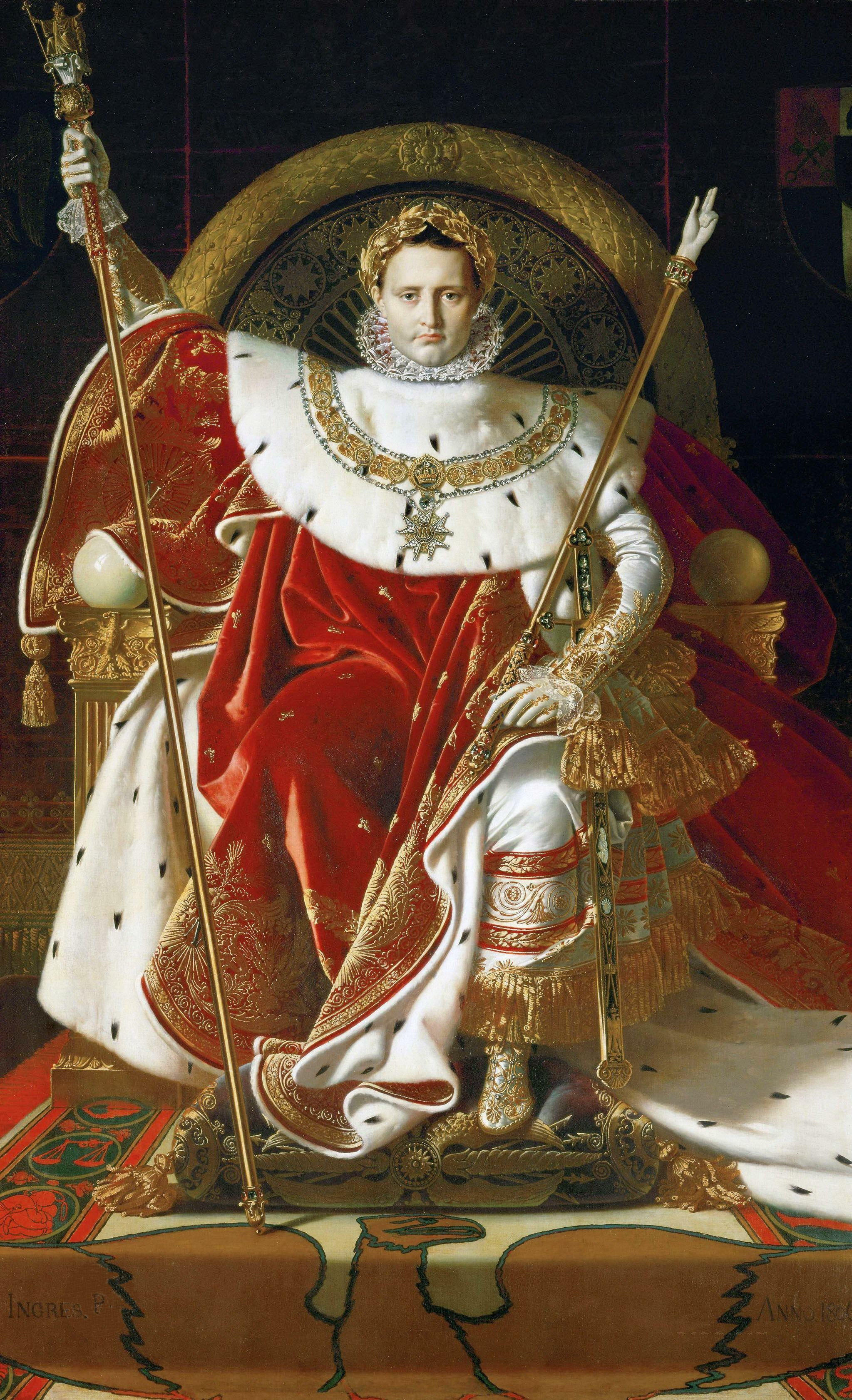
Napoleon op zijn troon
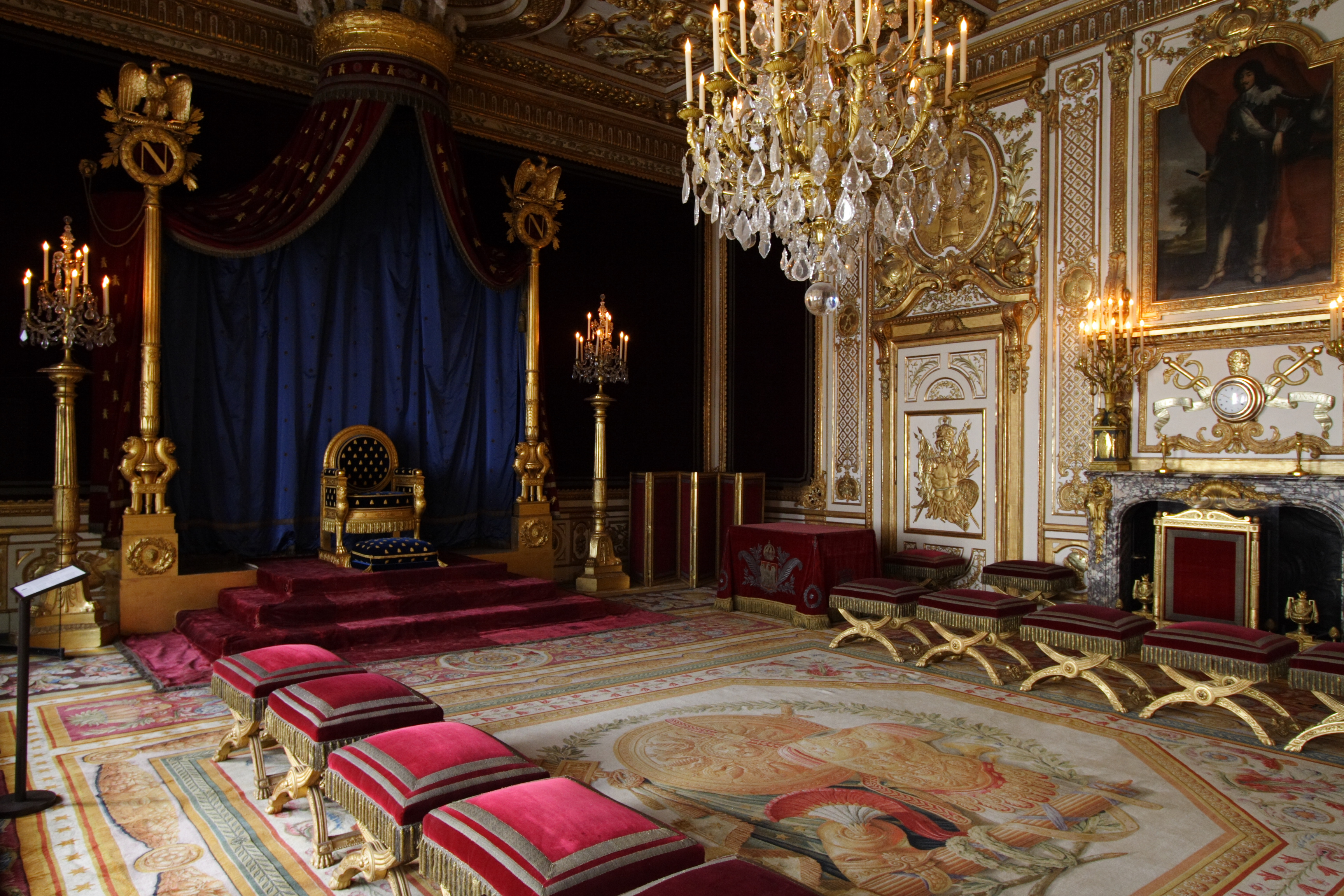
Troon van Napoleon I in Fontainebleau
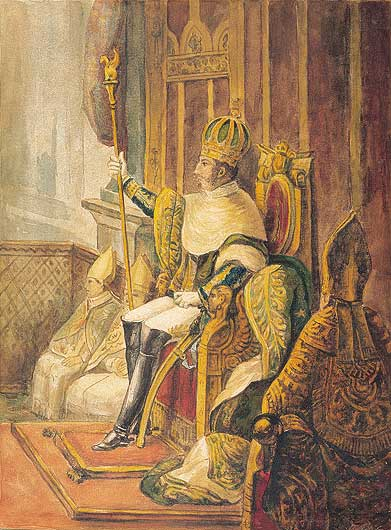
Pedro I van Brazilië op zijn troon
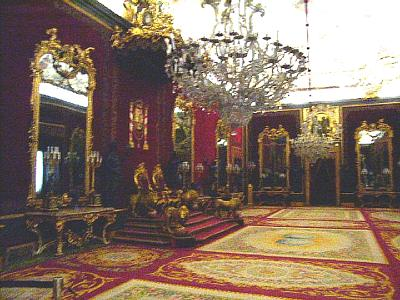
De tronen van de koning en koningin van Spanje in Madrid
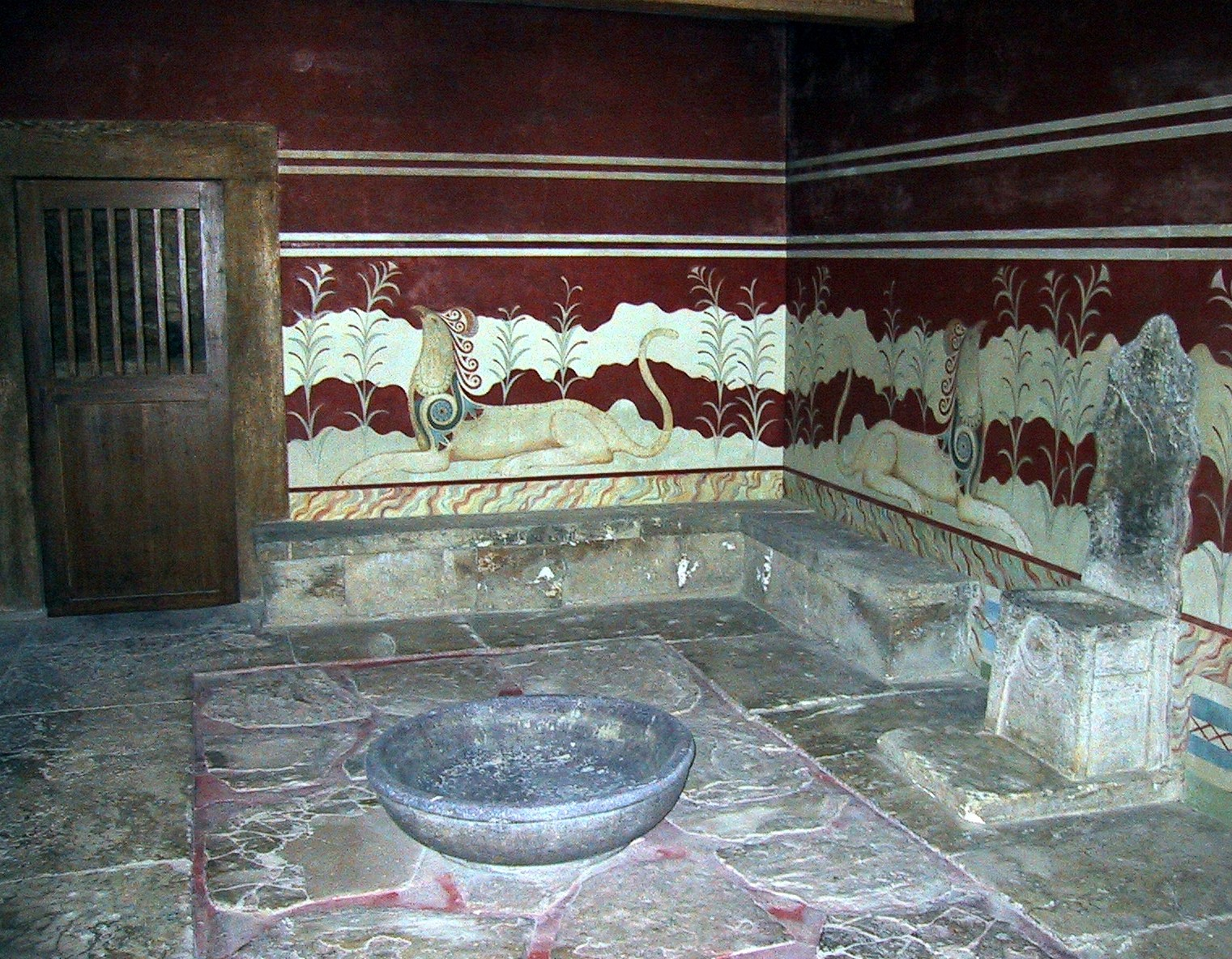
Minoïsche troonzaal in Knossos

### Pontificale Tronen

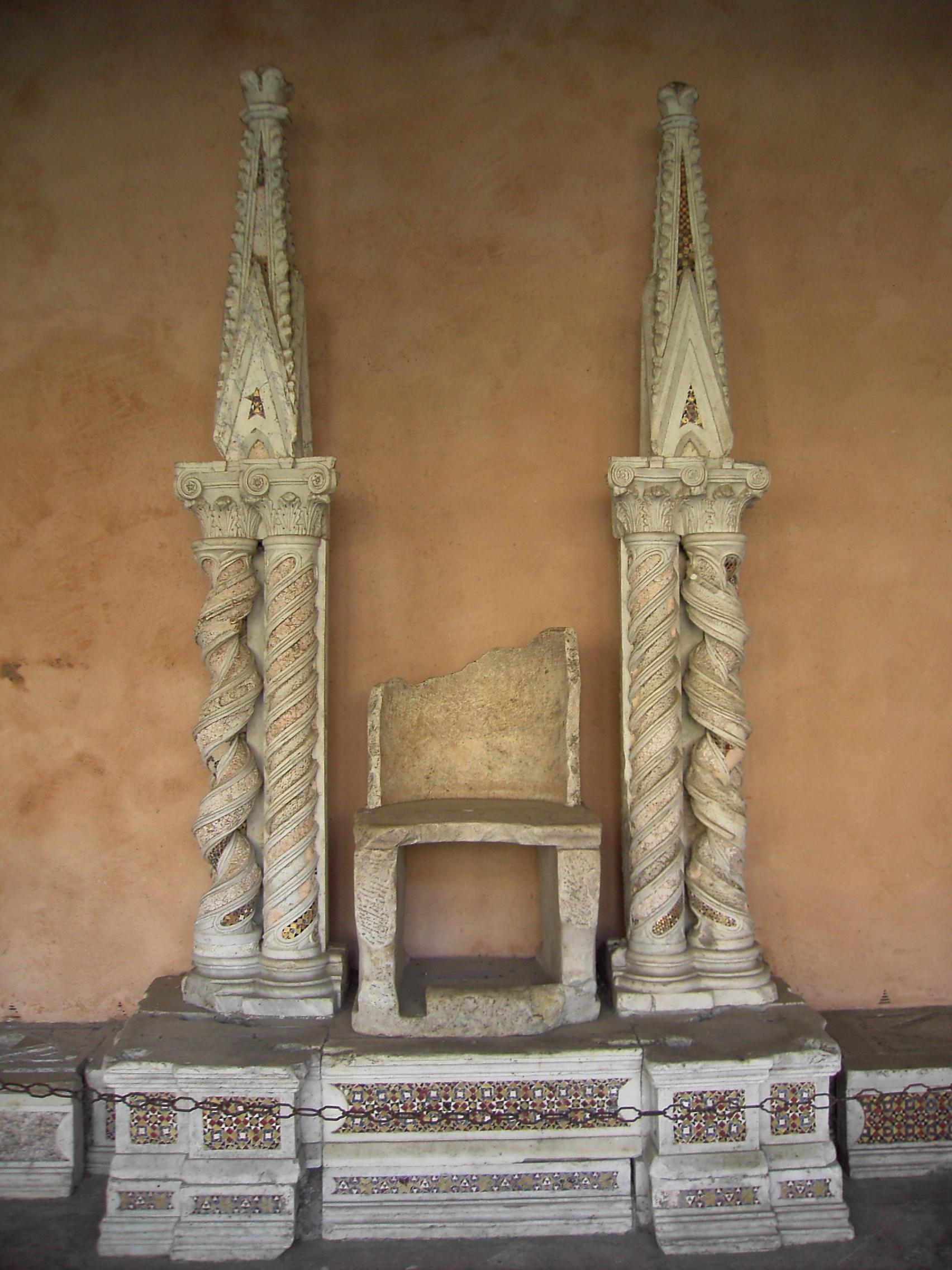
Troon in de basiliek van Sint-Jan van Lateranen
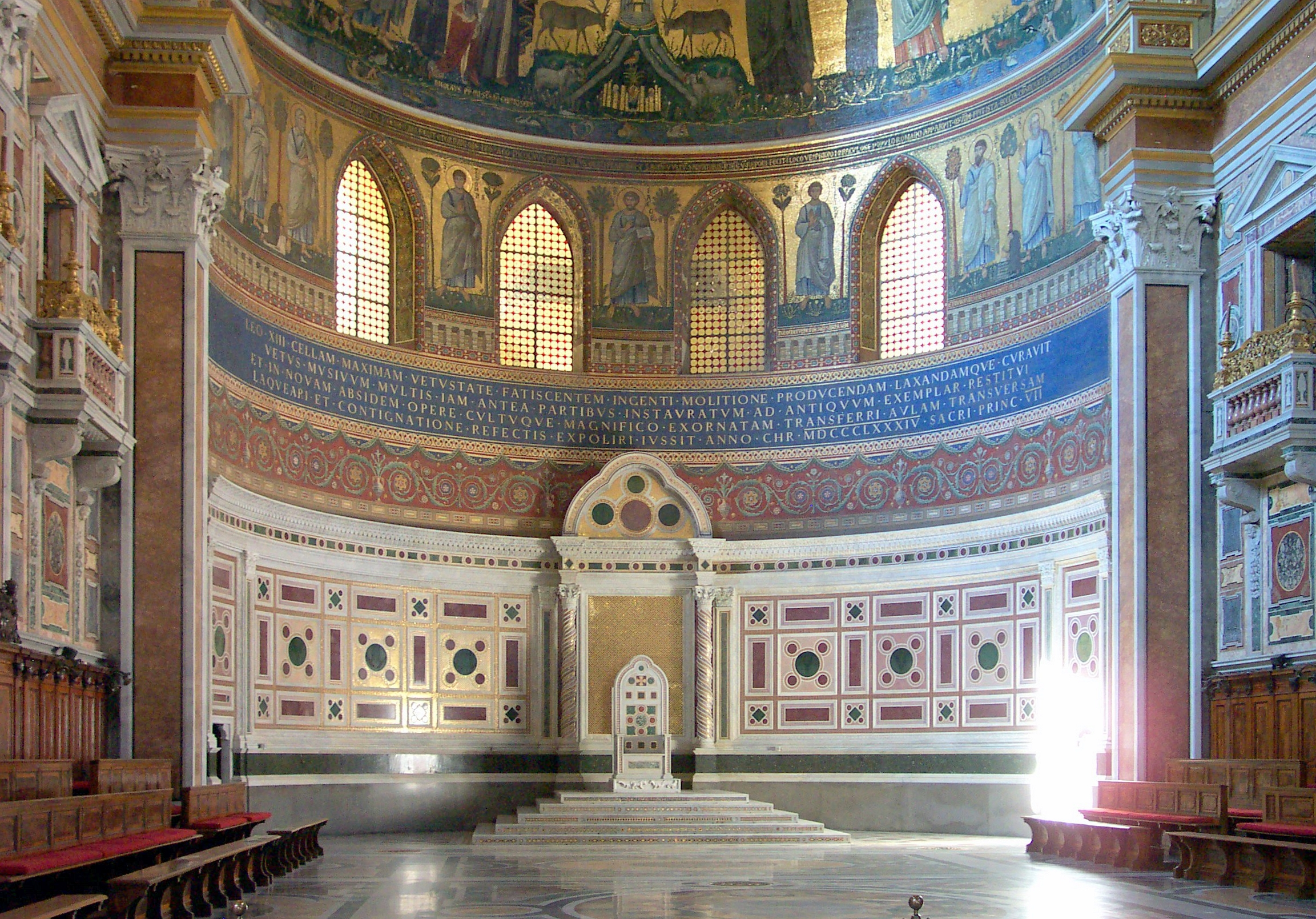
Troon en apsis van de basiliek van Sint-Jan van Lateranen
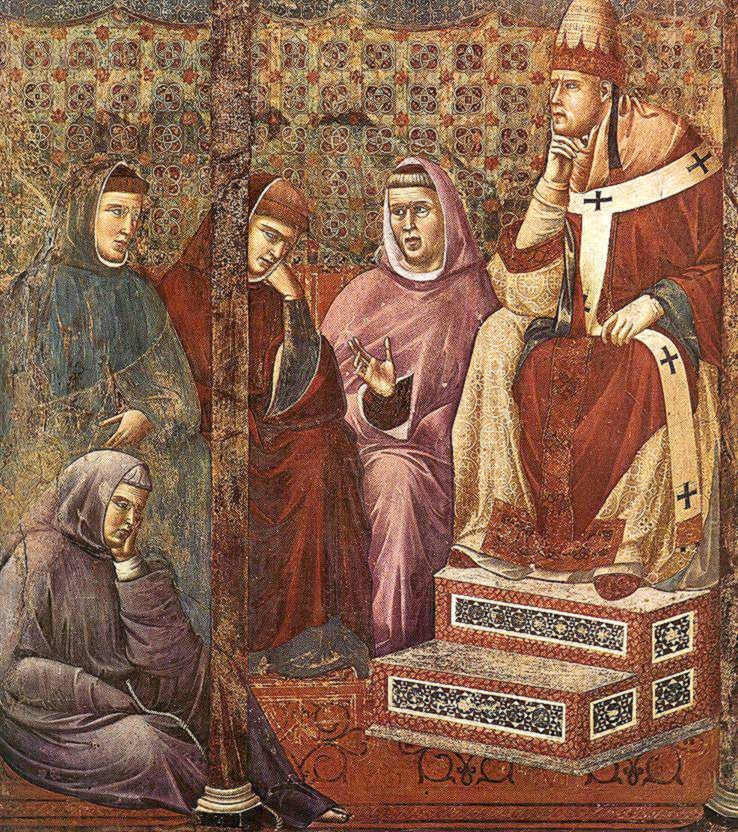
Paus Honorius III op zijn troon
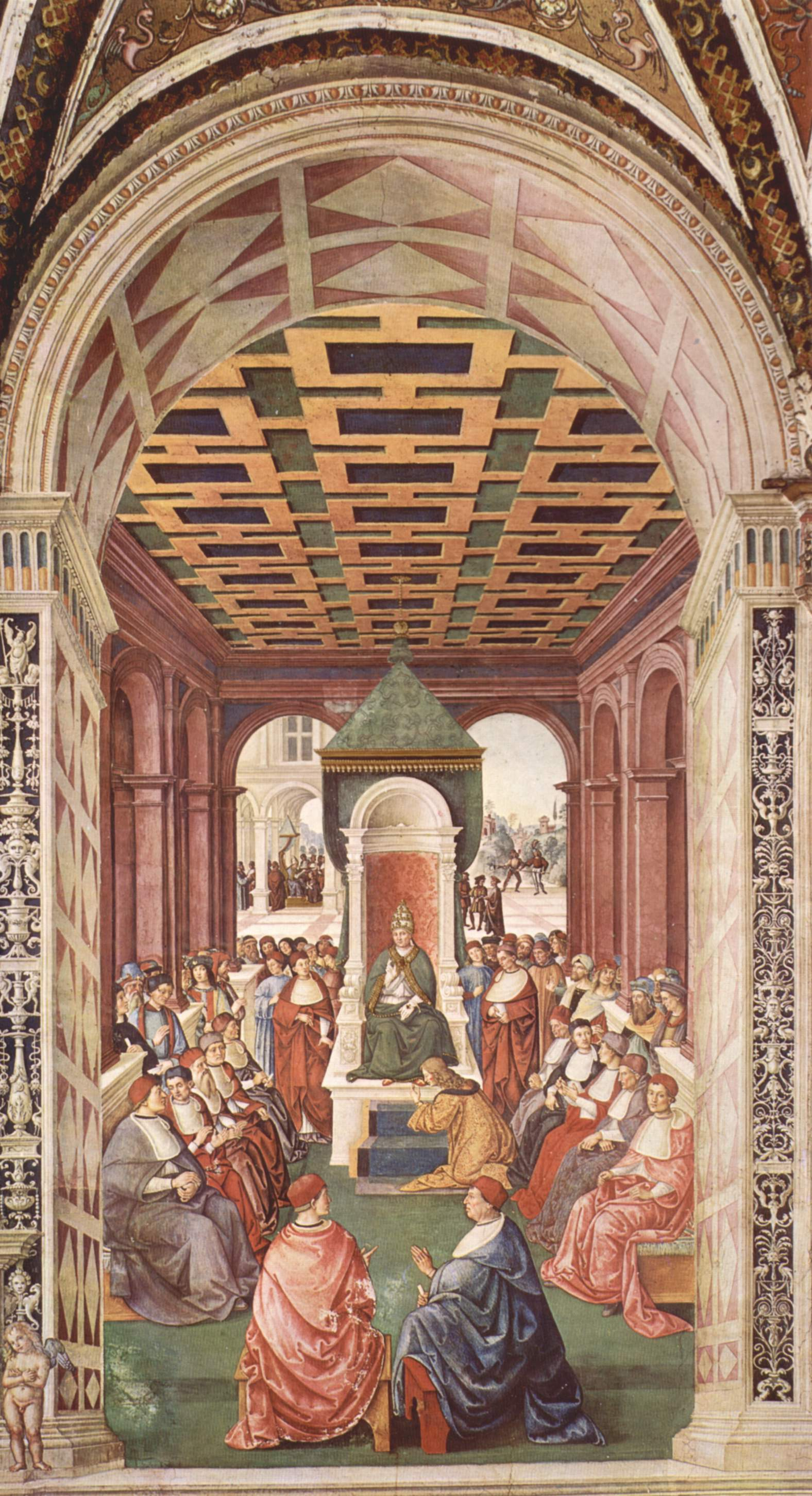
Paus Pius II (Æneas Silvius Piccolomini)